# La lunga mano
La lunga mano (The Long Arm) è un film del 1956 diretto da Charles Frend.

## Trama
Un navigato investigatore di Scotland Yard e il suo nuovo collèga danno la caccia a un inafferrabile ladro, responsabile di una serie di furti in tutta l'Inghilterra.

## Riconoscimenti
- 1956 - Festival di Berlino
  - Gran premio della giuria